# Zusters Franciscanessen der Onbevlekte Ontvangenis van de Heilige Moeder Gods
De Zusters Franciscanessen der Onbevlekte Ontvangenis van de Heilige Moeder Gods vormen een katholieke franciscaanse kloostercongregatie te Veghel. Momenteel wordt de congregatie aangeduid als Zusters Franciscanessen SFIC (Franciscan Sisters of the Immaculate Conception). Volgens de traditie van de Congregatie willen de zusters speciale aandacht geven aan de minder bevoorrechten in de maatschappij. Hun regel is gebaseerd op die van de heilige Franciscus van Assisi.

## Geschiedenis
Aanzet tot de vorming van deze kloostercongregatie werd gegeven door deken Bernadinus Johannes van Miert, pastoor te Veghel. Vanaf 1834 werkten er in Veghel zusters van de Bossche congregatie van de Choorstraat. Van Miert wilde een onafhankelijke congregatie te Veghel en verkreeg van de apostolisch vicaris van het bisdom 's-Hertogenbosch, de bekende Joannes Zwijsen na veel verwikkelingen toestemming over te gaan tot het stichten van een eigen zustercongregatie.
De eerste novicen van de congregatie waren drie jonge vrouwen: Koosje van Miert, nichtje van deken van Miert, Bernardina van Hoof uit Veghel en Maria Francisca de Rooy uit Oirschot. Zij werden naar het noviciaat van de Franciscanessen van Roosendaal gestuurd, onder de zorg van overste Marie Joseph Raaymakers.
Op 23 juni 1844 worden de drie novicen met een warm welkom in Veghel onthaald. Onder leiding van bisschop Joannes Zwijsen doen de drie zusters op 19 september 1844 hun plechtige professie. Zwijsen benoemt Koosje van Miert, onder de naam zuster Maria Teresia, tot de eerste overste van het nieuwe klooster. Met hun vestiging te Veghel wordt 1844 beschouwd als stichtingsjaar van de congregatie.
In de jaren na de stichting ging de congregatie een tijd van gigantische groei tegemoet. In eerste instantie was dat te Veghel, waar scholen en gasthuizen gesticht werden. In 1856 verrees een liefdehuis naast de Sint-Willibrorduskerk te Deurne dat later onderdeel werd van Huize St. Joseph aan de Visser, waardoor de eerste nevenvestiging van Veghel ontstond. Na de dood van Pastoor van Miert, op 2 juni 1870, stond Moeder Teresia rechtstreeks aan het hoofd van de Congregatie, die zij met veel kracht bestuurde. Het aantal zusters van de congregatie nam flink toe en liep in de loop der tijd op tot meer dan 2000 leden. Dat zorgde voor de verspreiding van de congregatie over andere steden en dorpen in Nederland. Het gaat om de volgende kloosters: Veghel (1844), Deurne (1856; waaruit de Deurnese vestiging van het Elkerliek Ziekenhuis en een deel van het Hub van Doornecollege zijn voortgekomen), Dinther (1867), Erp (1868), Mierlo (1874), Oisterwijk (1877), Lith (1878), Reusel (1879), Nistelrode (1881), Helenaveen (1884), Zeeland (1886), Wanroij (1889), Herpen (1896), Bladel (1898), Veldhoven (1900), Zijtaart (1901), Griendtsveen (1904), Voorhout (1906), Nieuwkuijk (1907), Haarsteeg (1908), Uden (1909), Aalst-Waalre (1909), Heesch (1910), Weurt (1911), Mariaheide (1912), Langeweg (1913), Volkel (1914), Zeilberg (1914), Hengelo (1916), Neerkant (1917), Babberich (1917), Reek (1919), Ugchelen (1923), Rotterdam-Hillegersberg (1931), Luyksgestel (1933), 'De Klokkenberg' (1945) en Lage Mierde (1983).

## Onderwijs
Gedurende de 19e eeuw werd de vraag naar opvoeding groter. Er werden scholen opgericht voor wezen en gehandicapten, voor godsdienstige en praktische vorming van de jeugd. De uitbreiding van het onderwijs vroeg aandacht voor de opleiding van leerkrachten. Dit zorgde voor de stichting van een Kweekschool in Veghel. Deze school, tegenwoordig aangeduid met pedagogische academie, is met haar stichting in 1872 een van de oudste onderwijsinstellingen van de regio. In 1903 volgde de officiële erkenning van het opleidingsinstituut. Sinds 1996 is deze HBO-instelling gefuseerd tot Fontys Hogescholen Pabo Eindhoven-Veghel.

## Ziekenzorg
Onder de eerste taken van de zusters werd de zorg verstaan voor hulpbehoevende zieken en ouderen. Met name te Veghel werd hier intensief en doeltreffend aan gewerkt. Het moederhuis was reeds vanaf 1845 een plek, waar hulpbehoevenden verzorgd werden. Een eerste aanzet tot de gezondheidszorg was de oprichting van het Rochushuis te Veghel in 1873 ter behandeling van besmettelijke ziekten. Dit gebouw stond direct achter het klooster. Het bood weinig ruimte en lag te dicht bij het Veghels centrum. In 1900 werd door de Franciscanessen het eerste grote Veghelse gasthuis, een van de weinige ziekenhuizen in de wijde omtrek, aan de Gasthuisstraat (toentertijd Middegaal) opgericht. Dit Sint-Joseph-gesticht werd een begrip voor Veghel en omstreken. Het bood gedurende de Eerste Wereldoorlog onderdak aan veel Belgische vluchtelingen en militairen. In 1935 werd het aanzienlijk uitgebreid en in 1980-1990 vond een algehele nieuwbouw plaats. In 2000 vond echter een fusie plaats tussen het Veghelse ziekenhuis en het Sint-Annaziekenhuis te Oss tot het nieuwe Ziekenhuis Bernhoven.
In 2006 werd het besluit genomen tot de toekomstige oprichting van een nieuw ziekenhuis voor de regio Oss-Veghel-Uden in Uden. Met pijn in het hart zal Veghel afscheid nemen van "haar Sint-Joseph", een echt dorpsziekenhuis dat meer dan 100 jaar de zorg voor de medemens heeft geboden.

## De missie
Naast de zorg voor de medemens in het thuisland, waren de Veghelse franciscanessen ook betrokken met de medemens in het buitenland. Op 10 oktober 1906 vond de eerste missie plaats naar Borneo. De missionarissen gingen met de paters kapucijnen naar Indië. Wederom in 1929 vond een tweede missie plaats. Op uitnodiging van Constand Jurgens, Nederlands missionaris, vestigden de zusters zich in de Filipijnen. Beide missies groeiden uit tot onafhankelijke provincies. Op 30 november 1985 werd het generaal bestuur gekozen om toezicht te houden op de algemene toestand van de hele congregatie. Een missie naar Tanzania in 1962 eindigde in 1975. De missie in Kenia werd gesticht in 1994.

## Toekomst als SFIC
De congregatie heeft in de loop der tijd een internationaal karakter gekregen. Op 17 april 2000, werd een internationale communiteit opgericht in 's-Hertogenbosch. De communiteit bestaat uit een Nederlandse, een Indonesische en een Filipijnse zuster. Gezien het internationale karakter van deze congregatie is deze communiteit een nieuwe vorm van SFIC aanwezigheid in Nederland, waarbij men probeert te werken aan hedendaagse armoede.

## Lijst van zorginstellingen van het SFIC
- Het Sint-Josephziekenhuis te Deurne, 1924-1969, als afsplitsing van het Liefdehuis Sancta Maria uit 1857, waarin deze taak was opgenomen.
- Het Sint-Willibrordusziekenhuis te Deurne, sinds 1969.
- Het Sint-Josephziekenhuis te Veghel, sinds 1900, tegenwoordig Ziekenhuis Bernhoven.
- De Stichting Teresia van Miert te Veghel, sinds 2001, een zorginstelling voor de eigen religieuzen.
- Het Huis van het Heilig Hart van Maria te Breda, sinds 1945, een ziekenhuis dat tegenwoordig 'De Klokkenberg' heet.